# AS Bopp Basket Club
Pour les articles homonymes, voir ASCC.
L'AS Bopp Basket Club (appelé aussi ASCC Bopp) est un club sénégalais de basket-ball basé à Dakar.

## Palmarès
- Champion du Sénégal : 1993, 1999, 2001 et 2004[3].
- Vainqueur de la Coupe du Sénégal : 1995

## Joueurs célèbres ou marquants
- Babacar Cissé
- Moustapha Niang
- Mamadou Sow
- Omar Mar
- Doudou Diallo
- Abdou Khadre Ndiaye
- Souleymane Aw
- Pape Malick Gadiaga
- Moussa Diagne
- Serigne Diop
- Makhtar Ly kandioura dieng